# Midnight Lightning
Pour les articles homonymes, voir Lightning.
Albums de Jimi Hendrix
Crash Landing
(1975) Nine to the Universe
(1980)
Midnight Lightning est un album studio posthume du guitariste américain Jimi Hendrix publié en novembre 1975 par Alan Douglas via Reprise Records aux Etats-Unis et Polydor Records au Royaume-Uni.
C'était le deuxième album posthume après Crash Landing à être produit par Alan Douglas et Tony Bongiovi et contient des enregistrements inachevés du guitariste avec les parties instrumentales réenregistrées par des musiciens de sessions qui n'avaient jamais travaillé avec le guitariste. 

## Historique
Douglas a utilisé les mêmes méthodes de travail controversées que pour Crash Landing et a fait appel à beaucoup des musiciens de studio déjà présents sur ce précédent album pour retravailler les chansons en réenregistrant les parties instrumentales. Le seul enregistrement d'origine conservé en dehors de Hendrix est la batterie de Mitch Mitchell sur la chanson Hear My Train.
En réaction à la colère des fans et des critiques, Douglas n'a pas prétendu être le coauteur des chansons. Après que la famille du guitariste ait récupéré les droits sur les enregistrements du guitariste en 1995, la quasi-totalité des chansons de l'album sont ressorties dans leur version d'origine (à l'exception de Machine Gun) à travers les différentes publications.
Les titres Trash Man (démo du titre Midnight paru dans l'album posthume War Heroes en 1972), Hear My Train, Gypsy Boy (démo de Hey Baby (New Rising Sun)), Machine Gun et Beginnings étaient déjà connues des amateurs du guitariste au moment de la sortie de l'album dans des versions plus abouties, tandis que les autres étaient inédites. La reprise Blue Suede Shoe était déjà publiée dans une version tronquée à sa seconde minute dans l'album posthume Loose Ends (inédit aux États-Unis) en 1974.

## Parution et réception
Bien qu'il contienne les versions retravaillées des chansons Hear My Train et Machine Gun, l'album n'a pas été aussi bien reçu commercialement que son prédécesseur, n'atteignant que la 43e place des ventes aux États-Unis et la 46e au Royaume-Uni. Par la suite, l'album n'est pas réédité et n'est plus disponible à la vente.
Dans son ouvrage paru en 1981, Robert Christgau considérait Midnight Lightning comme une amélioration de Douglas par rapport à Crash Landing en raison d'instrumentaux marquants tels que Trash Man, les ajouts de guitares de Jeff Mironov et de Lance Quinn, et le "jeu du blues - par opposition au chant ou à l’écriture ". Joe Viglione d'AllMusic a déclaré plus tard que la qualité durable de la musique de Hendrix avait été conservée en dépit du "doctrine de Douglas et ses musiciens jonglant avec son art après coup".

## Liste des chansons
Toutes les chansons sont écrites et composées par Jimi Hendrix, sauf mention contraire.
| 1.    | Trash Man                       | 14 février 1969 aux studios Olympic, Londres          | 3:15 |
| 2.    | Midnight Lightning              | 23 mars 1970 au Record Plant Studios, New York        | 3:49 |
| 3.    | Hear My Train                   | 7 avril 1969 au Record Plant Studios, New York        | 5:43 |
| 4.    | Gypsy Boy                       | 18 mars 1969 au Record Plant Studios                  | 3:45 |
| 5.    | Blue Suede Shoes (Carl Perkins) | 23 janvier 1970 au Record Plant Studios               | 3:29 |
| 6.    | Machine Gun                     | Non renseigné                                         | 7:36 |
| 7.    | Once I Had a Woman              | 23 janvier 1970 au Record Plant Studios, New York     | 5:20 |
| 8.    | Beginnings (Mitch Mitchell)     | 1er juillet 1970 à l'Electric Lady Studios à New York | 3:02 |
| 35:58 |                                 |                                                       |      |

## Personnel
- Jimi Hendrix : guitares, chant
- Mitch Mitchell : batterie sur Hear My Train

### Musiciens additionnels en 1975
- Jeff Mironov : guitare sur les pistes 1, 2, 3, 5 et 8
- Lance Quinn : guitare sur les pistes 2, 4, 6 et 7
- Allan Schwartzberg : batterie (sauf 3) ; percussions sur les pistes 3 et 4
- Bob Babbitt : basse
- Jimmy Maelen: percussions sur les pistes 2 et 8
- Maeretha Stewart, Barbara Massey et Vivian Cherry : chants sur les pistes 2, 4 et 7
- Buddy Lucas : harmonica sur la piste 7